# Marianne (canção)
"Marianne" foi a canção que representou a  Itália no  Festival  Eurovisão da Canção 1968, interpretada em  italiano por Sergio Endrigo. Na noite do festival, foi a décima-primeira canção a ser interpretada, depois da canção francesa "La source" cantada por Isabelle Aubret e antes da canção britânica "Congratulations", interpretada por Cliff Richard. A canção italiana terminou em décimo lugar (entre 17 participantes), tendo recebido um total de 7 pontos. Consultar: 
No ano seguinte, em 1969, a Itália fez-se representar com a canção "Due grosse lacrime bianche", interpretada por Iva Zanicchi.

## Autores
A canção tinha letra e música de Sergio Endrigo e foi orquestrada por Giancarlo Chiaramello. Consultar:

## Letra
A canção é uma balada com Endrigo expressando o seu amor por uma Marianne. Ele canta, porém que ela nunca esteve com ele e ele adorava saber o que ela está fazendo. Mesmo assim, os seus sentimentos por ela permanecem inalterados. Letra da canção

## Versões
Endrigo gravou uma versão desta canção em francês intitulada "Marianne". Depois do festival, a canção foi rescrita em inglês por Mike Sammes e Bill Owen para ser interpretada por Cliff Richard. Este conseguiu um êxito menor com a gravação da canção. Informações sobre a canção